# Алієнор Аквітанська
Алієно́р Аквіта́нська, також Елеонора Аквітанська (фр. Aliénor d'Aquitaine; бл. 1122 або 1124, імовірно Пуатьє, тепер регіон Нова Аквітанія, Франція — 1204, абатство Фонтевро, біля Сомюра, тепер регіон Пеї-де-ла-Луар, Франція) — правляча королева (королева-консорт) Франції, згодом королева-консорт Англії. Дочка герцога Аквітанського Гійома де Пуатьє, онучка першого трубадура Провансу Гійома IX Аквітанського, дружина французького короля Людовика VII (1137—1152), дружина англійського короля Генріха II Плантагенета (1133—1189). Мати трьох англійських королів — Генріха Молодого Короля, який правив разом з батьком Генріхом II, Річарда I Левове Серце та Іоанна Безземельного. Вважається «куртуазною королевою», яка сприяла поширенню куртуазної культури із рідного Провансу на північ — у Франції та Англії.

## Народження
Народилася за свідченнями різних середньовічних істориків між 1122 і 1124 роком у Бордо, Пуатьє, або в замку Белен — осередках влади своєї сім'ї на території Аквітанського герцогства. Дочка герцога Гійома X Аквітанського та Аенори де Шательро. За твердженням Жоффруа де Віжуа, ім'я дівчинці дали на честь матері. Алієнор, інакше кажучи «інша Аенора», латиною alia Aenor.

## Перший шлюб
25 липня 1137 р. в соборі Св. Андрія у місті Бордо Алієнор стала дружиною спадкоємця французького трону (і співправителя свого батька) Людовика, сина короля Франції Людовика VI Гладкого. Цей шлюб був передсмертним бажанням її батька, який несподівано захворів і помер під час паломництва в Сантьяго-де-Компостела. Оскільки єдиний син герцога Гійома X Аквітанського Гійом л'Егре помер у 1130 р., дуже багате герцогство Аквітанія, що включало не лише родючі землі і виноградники, вихід до океану, але і два потужних морських порти Бордо і Ла-Рошель, залишилося без спадкоємця чоловічої статі. Жінка за тих часів не могла самостійно правити володіннями без опіки родича чоловічої статі або свого чоловіка, а Алієнор тоді виповнилося тільки 13 або 15 років. Мати померла раніше за батька. Від сім'ї залишилася тільки молодша сестра Алієнор Петринелла.
Старий король Людовик VI помер за тиждень, ще під час шлюбних святкувань, 1 серпня 1137 року.
Багато істориків-сучасників Алієнор свідчать, що чоловік Людовик VII Молодий кохав її. У шлюбі, що тривав до 1152 року, народила двох доньок — Марію Французьку та Алісу Французьку.
Алієнор супроводжувала чоловіка у Другому хрестовому поході, що тоді вважалося нечуваним зухвальством. Проте під час хрестового походу стосунки зіпсувалися. Людовик і Алієнор розлучилися. Підставою стало надто близьке споріднення, оскільки того часу католицька Церква забороняла шлюб між родичами до 7-го коліна. Але аристократія того часу часто порушувала цю вимогу, адже шлюбних партнерів відповідного походження, ще й з багатим посагом, було не так багато. Розлучення, і саме через надто близьке споріднення, також не були рідкістю.
Проте найважливішою причиною, чому Людовик розлучився з Аліенорою і добровільно відмовився від влади над Аквітанією, більшою за домен королів Франції Іль-де-Франс, була відсутність у нього сина. Для Франції критично важливим був спадкоємець чоловічої статі, оскільки влада французького короля була слабкою. А у разі смерті розлученої Алієнор, Аквітанія мала бути успадкована дочками Алієнор і Людовика, які залишилися на виховання у батька.
Посаг Алієнор за тодішніми законами знову належав Алієнор. На шляху до рідної Аквітанії її тричі намагалися викрасти і примусити до шлюбу. Одним з нападників був молодший брат її майбутнього другого чоловіка — Жофруа (Готфрід) VI Анжуйський.

## Другий шлюб
Після розлучення в 1152 році Алієнор вступила в шлюб з графом Генріхом Анжуйським, на той момент васалом французького короля, на 8-10 років молодшим за неї. У 1154 році він став королем Англії Генріхом II Плантагенетом. Завдяки цьому шлюбу посаг Аліенори — аквітанські землі, вчетверо більші за домен Капетингів, перейшли до Генріха, а він став на чолі держави, яку називають імперією Плантагенетів або Анжуйською державою. Величезні землі, що включали Англію, Бретань, Нормандію, Аквітанію, згодом — північ Ірландії. До того ж, Алієнор народила від Генріха 5 синів і 3 дочок. Саме це стало причиною кількасотрічної ворожнечі між країнами і вилилося врешті в Столітню війну. Також через це багато хто з французьких істориків-сучасників подій давав Алієнор дуже негативну характеристику як розпусниці, зрадниці тощо.
Підтримуючи старших синів, яким батько не давав жодної влади, Аліенора Аквітанська підняла разом з ними бунт проти Генріха ІІ. Міжусобиця тривала 2 роки з 1172 по 1174 роки. Переміг король, а королева потрапила в полон і наступні 16 років провела в ув'язненні, щоправда, ставилися до Алієнор добре. У 1189 році, по смерті Генріха II, новий король Річард І Левове Серце звільнив матір.

## Регент
Річард був на троні 10 років, але з них лише 6 місяців перебував у Англії. За цей час як регент Алієнор Аквітанська брала дуже активну участь у королівських справах.
Організовувала шлюб свого сина Річарда Левове Серце з Беренгарією Наваррською.
Залишилася на чолі держави, коли Річард вирушив у хрестовий похід.
Збирала величезний викуп за Річарда, коли той опинився в полоні Леопольда Австрійського.
За умовами мирного договору з Англією привезла французькому королю наречену Б'янку Кастильську.
Хутко приїхала до смертного одра смертельно пораненого Річарда Левове Серце і переконала його назвати своїм спадкоємцем брата Іоанна Безземельного замість племінника Артура Бретонського.
Попри поважний вік, на бажання віддалитися від мирських справ і відпочити в абатстві Фонтерво у Франції, що стало усипальницею Плантагенетів, змушена була щоразу ставати на допомогу і захист інтересів своїх синів.
Померла у віці 82 років.

## Родина
1 Чоловік — Людовик VII (1120 — 1189), король Франції
Діти:
- Викидень (1137/1144)
- Марія (1145 — 11 березня 1198) — графиня-консорт Шампані та Брі з 1164 року, дружина графа Шампанського Генріха І, регент Шампані при чоловікові та синові.
- Аліса (липень/серпень 1150 — 11 вересня 1195) — графиня-консорт Блуа і Шартру з 1164 року, дружина графа Блуаського Теобальда V.

2 Чоловік — Генріх II 5 березня 1133 — 6 липня 1189), король Англії з династії Плантагенетів.
Діти:
- Від другого чоловіка:

- Вільгельм (17 серпня 1153 — 2 грудня 1156) граф Пуатьє з 1153 по 2 грудня 1156. Народився в Нормандії в той же день, коли помер суперник батька на англійський перстол, Євстахій. Помер у віці трьох років.
- Генріх (28 лютого 1155 — 11 червня 1183) — співкороль Англії у 1170—1183 роках. Помер до смерті батька, тому самостійно ніколи не правив.
- Матильда (6 січня 1156 — 28 червня 1189) — герцогиня-консорт Баварії та Саксонії, дружина Генріха XII Лева наймогутнішого монарха з династії Вельфів.
- Річард (8 вересня 1157 — 6 квітня 1199) король Англії (з 6 липня 1189 року) з династії Плантагенетів. Сучасники також називали Річарда «Так-і-Ні» — нібито за те, що він часто змінював свою думку[2]. Правив під титулом «король англійців, герцог норманів і аквітанців, граф Анжу». Його вважають національним героєм Англії[3].
- Жоффруа (23 вересня 1158 — 19 серпня 1186) — герцог-консорт Бретані та 3-й граф Річмонд у 1181—1186 роках.
- Філіпп (1160) існування невідоме.
- Аліенора (13 жовтня 1162 — 31 жовтня 1214) — королева-консорт Кастилії (з вересня 1170 по 5 жовтня 1214), дружина короля Альфонсо VIII, мати королів Кастилії Енріке І та Беренгарії І.
- Іоанна (жовтень 1165 — 4 вересня 1199) — королева-консорт Сицилії (з 13 лютого 1177 по 11 листопада 1189). Графиня-консорт Тулузи (з жовтня 1196 по 4 вересня 1199), дружина графа Раймунда VI, мати Раймунда VII.
- Іоанн (24 грудня 1166 — 19 жовтня 1216) — король Англії (з 27 травня 1199 по 19 жовтня 1216). Фактичний правитель Англії з 1189 року, коли його брат Річард I Левове Серце пішов у Третій хрестовий похід. Іоанн втратив до 1205 року Нормандію і майже всі володіння Англії на території Франції, зазнавши поразки від Філіпа ІІ Августа. Його репресивна політика і зростаючі податки призвели до конфлікту з баронами, і вони його змусили підписати Велику хартію вільностей (Магна Карта) в 1215 р. Пізніше він відрікся від неї, що стало причиною першої Баронської війни 1215—1217, під час якої він помер.

## Образ в історії
У молодості Аліенора Аквітанська відрізнялася красою та ексцентричною поведінкою. Її портретних зображень та описів не збереглося. Відомі надгробок у абатстві Фонтевро, який Алієнор сама замовила скульптору. Незвичайною деталлю є книга в руках жіночої статуї, яка підкреслює освіченість, набожність Алієнор. Також існують вітраж і фреска із її зображеннями.
Вона була музою трубадура Бернарта де Вентадорна, якій він присвятив кілька кансон.
Пізніше їй приписували любовні зв'язки із власним дядьком у Палестині, через що ніби і зруйнувався шлюб із Людовиком Французьким.
Також звинувачували у тому, що вона була одночасно коханкою Генріха II, ще будучи королевою Франції, і батька Генріха ІІ.
Приписують очолений напівоголеною Алієнор рейд турецькою територією в супроводі жінок, вбраних як амазонки.
Повністю заперечена істориками плітка про те, що ніби-то Алієнор отруїла коханку свого чоловіка Генріха ІІ Розамунду.
Вважається правдивим те, що в 1174 року, коли люди Генріха ІІ піймали бунтівницю Алієнор, вона була вбрана чоловіком. Нечувано зухвало за часів XII століття.
Взагалі негативне ставлення до Алієнор з боку французьких істориків свідчить про те, що саме її звинувачували у багатьох нещастях, які спіткали Францію.